# シカゴ・ホワイトソックス
シカゴ・ホワイトソックス（英語: Chicago White Sox、略称: CWS）は、メジャーリーグベースボール（以下、MLB）アメリカンリーグ中地区所属のプロ野球チーム。本拠地はイリノイ州シカゴにあるギャランティード・レート・フィールド。

## 概要
アメリカンリーグ創立前から存在する古参球団。ワールドシリーズ優勝3回、リーグ優勝6回、地区優勝5回を誇る。1919年の「ブラックソックス事件」以降、長らくワールドチャンピオンから遠ざかっていたが、2005年に88年ぶりのワールドチャンピオンに輝いた。
同じくシカゴを本拠地とし、MLB屈指の人気チームであるシカゴ・カブスには人気面で大きく水をあけられている。カブスが市北部で人気があるのに対し、ホワイトソックスは市南部での人気が高い。本拠地周辺がポーランド系アメリカ人が多い土地柄のため、ポーランド系アメリカ人選手を好んで獲得する傾向にある。
カブスとセントルイス・カージナルスほど熾烈ではないものの、かつてホワイトソックスとセントルイス・ブラウンズもライバル関係にあった。しかし、1954年にブラウンズがボルチモアへ移転してボルチモア・オリオールズとなったことで解消された。また、ブラウンズが1901年のみミルウォーキー・ブルワーズだったこともあり、1970年からホワイトソックスとミルウォーキー・ブルワーズが新たなライバル関係になるかと思われたが、1972年にブルワーズが別地区へ転属となり、1994年に再び同地区となるも1998年にブルワーズがナショナルリーグへ転属となったため、以降はカブスとブルワーズがライバル関係にある。
本拠地であるギャランティード・レート・フィールドが本塁打の出やすい球場であることから、それまでは長打に頼りがちであったが、2004年のオジー・ギーエンの監督就任以降、きめ細かい指示を出すスモールベースボールを標榜としたチーム方針に転換。
日本人選手では、2004年から高津臣吾が加入し、シアトル・マリナーズのイチローやニューヨーク・ヤンキースの松井秀喜らとの対決が注目された。ホワイトソックスは、高津をストッパーに起用し、高津もその期待に応えた。2005年には井口資仁が入団し、2番打者としてチームの88年ぶりのワールドシリーズ優勝に貢献した。2012年から福留孝介が加入した。
1990年7月11日の対ミルウォーキー・ブルワーズ戦で、1917年当時の復刻ユニフォームを着用して対戦を行った。予想外に好評だったため、以降、他球団もこれを採用し、毎年のように復刻ユニフォームでの試合が行われるようになった。最近では、日本プロ野球のチームも主に交流戦を中心に復刻ユニフォームを採用している。
イリノイ州を地盤とするバラク・オバマ元大統領はホワイトソックスのファンであることを公言している。

## 球団の歴史

### 球団創設
アメリカン・リーグの前身であったウエスタンリーグに在籍したセントポールを本拠地としていたセントポール・セインツという球団が今日のシカゴ・ホワイトソックスの淵源である。1900年にマイナー・リーグであったウエスタンリーグがアメリカンリーグに改称し、併せて当時セントポールにあったフランチャイズをナショナル・リーグの許可を得てシカゴに移し、このチームはシカゴ・ホワイトストッキングスと名乗った。これが現在のシカゴ・ホワイトソックスの始まりである。 
本拠地をシカゴに移すことに、ナショナル・リーグの許可が必要であったのは、この1900年にはアメリカン・リーグはまだマイナー・リーグであり、メジャーリーグとしてはまだ認識されていなかったからである。そしてこの1900年にシカゴに移ったホワイトストッキングスはアメリカン・リーグ優勝を飾った。今日この年の優勝はマイナー・リーグ時代のものとして、メジャー・リーグの優勝回数には含まれていない。チーム名の由来は、既にシカゴにはナショナルリーグ所属のシカゴ・オーファンズ（現:シカゴ・カブス）が存在しており、このチームが以前にホワイトストッキングスと名乗っていたことになぞらえたものである。
そして1901年にアメリカン・リーグは、ナショナル・リーグに対抗してメジャーリーグ昇格を宣言した。ホワイトストッキングスの初代オーナーはセントルイス・ブラウンズ（現:セントルイス・カージナルス）でプレーし、アメリカン・リーグ創設にも尽力したチャールズ・コミスキーが務めた。前年までオーファンズで投手をしていたクラーク・グリフィスを選手兼任監督に招き入れると、グリフィス自身も24勝を挙げる活躍等でメジャー・リーグ昇格1年目の1903年にリーグ優勝を果たす。また、この頃から地元紙シカゴ・トリビューンが、紙面でホワイトソックスと略して掲載するようになったのを機に、ホワイトソックスという名称が一般化した。

### ヒットレス・ワンダーズ
1906年には後に殿堂入りするエド・ウォルシュを始め、フランク・オーウェン、ドク・ホワイト、ニック・アルトロックら強力な投手陣を擁して、チーム打率わずか.230でリーグ優勝した。ワールドシリーズでは、同じ本拠地のカブスとのシカゴ対決となった。この年のカブスはMLB記録となる116勝をあげる程の強さを誇っており、カブス優勢というのがもっぱらの予想だった。しかし、いざシリーズが始まると、第1戦ではアルトロックが、第3戦ではウォルシュがカブス打線を抑え込み、第6戦ではカブスのエースだったモーデカイ・ブラウンを打ち込んだことで、4勝2敗でホワイトソックスが初のワールドチャンピオンに輝いた。打てないまま勝ち続けたこの年のホワイトソックスには、当時「ヒットレス・ワンダーズ」のあだ名がついた程だった。
その後、しばらくチームは優勝から遠ざかることとなり、1908年にはウォルシュがジャック・チェスブロの記録したシーズン41勝に次ぐMLB史上2位のシーズン40勝を挙げるが、チームは3位に留まった。1910年には新本拠地であるコミスキー・パークが開場。1912年にはエディ・シーコットを獲得、1915年にはエディ・コリンズ、シーズン途中にはジョー・ジャクソンを獲得した。こうした補強もあってかチームは徐々に順位を上げ、1917年には100勝54敗という圧倒的な成績で3度目のリーグ優勝を果たした。ワールドシリーズでは、ジョン・マグロー率いるニューヨーク・ジャイアンツ（現:サンフランシスコ・ジャイアンツ）と対戦。4勝2敗でジャイアンツを下し、2度目のワールドチャンピオンに輝いた。

### ブラックソックス事件
1918年は6位と低迷してしまうが、翌1919年には88勝52敗で4度目のリーグ優勝を果たした。しかしこのようなチームの好成績とは裏腹にチーム内では低水準の給与体制に対する不満がくすぶっていた。オーナーであるコミスキーは選手のユニフォームの洗濯代でさえ渋ったといわれ、どの選手のユニフォームも黒ずみ、当時のホワイトソックスは「ブラックソックス」とあだ名されていた。こうした事情を知ったシカゴの賭博師たちは、シンシナティ・レッズとのワールドシリーズの前に、ホワイトソックスの選手たちに対して八百長試合を持ちかけた。一塁手だったチック・ガンディルがまずこの話に乗ったといわれ、その後、シーコット、ジャクソンを含む7人の選手が八百長に加担することとなった。

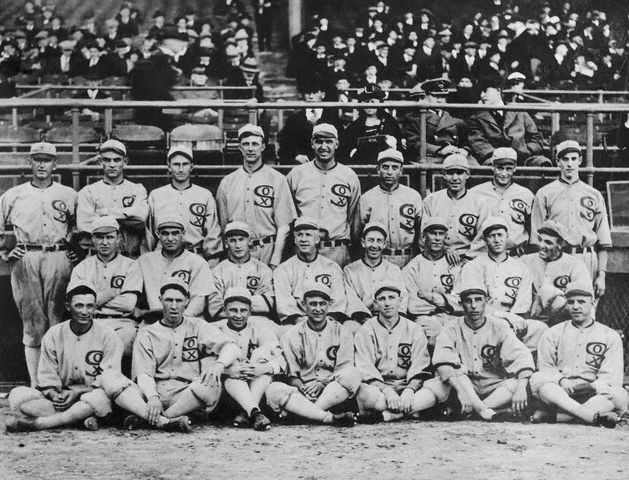
1919年当時のホワイトソックスのメンバー

結局シリーズは3勝5敗でレッズが勝利したが、シリーズ中から八百長疑惑が取り沙汰されたことに加え、この年の終わりには暴露記事が書かれたことで、八百長は公のものとなった。1年後には大陪審で問題となった選手たちが証言を行い、情状酌量から一度は無罪となったが、これを契機に創設されたコミッショナーによって、上記選手を含む8人がMLBから永久追放となった。永久追放となった選手たちは「アンラッキー・エイト（悲運の8人）」と呼ばれ、ファンの少年がジョー・ジャクソンに対して問いかけた「Say it ain't so, Joe（セイ・イット・エイン’ト・ソー、ジョー；嘘だといってよ、ジョー）」という言葉はこの事件を象徴する言葉となった。ただし、この少年に関する逸話は創作であるという見方もある。
1919年に起こった「ブラックソックス事件」で上記選手を含めた8人の永久追放選手を出し、それ以降は低迷が続いた。1920年代に入るとベーブ・ルースを獲得したニューヨーク・ヤンキースがア・リーグの盟主として君臨するようになり、ホワイトソックスはその影に隠れることとなった。1930年代後半を除いて勝率5割を上回ることも稀になり、同じく低迷していたレッドソックスやフィラデルフィア・アスレチックス（現:オークランド・アスレチックス）と最下位争いを続けた。その間、通算260勝のテッド・ライオンズや遊撃手としてのシーズン最高打率.388を記録したルーク・アップリングといった名選手も在籍したが、1950年代まで優勝とは縁がなかった。俗にいうブラックソックスの呪いである。

### ゴーゴー・ソックス
1951年にクリーブランド・インディアンスからミニー・ミノーソを獲得。ホワイトソックス初の黒人選手となった。ミノーソは俊足巧打の外野手として活躍し、1964年に現役を引退したが、1973年（53歳）、1980年（58歳）と2度に渡ってMLB復帰し、MLB史上2人目の5つの年代をまたいで活躍した選手（「5ディケード・プレイヤー」）として知られる。1950年にはアスレチックスからネリー・フォックスを獲得、1956年にはルイス・アパリシオがメジャーデビューし、リーグ屈指の二遊間コンビを形成した。そして、彼らによる手堅い守備と機動力を重視した野球で、次第に上位争いに顔を出すようになる。1957年にはアル・ロペスが監督に就任。1959年にはアパリシオが56盗塁で盗塁王を獲得するなど、持ち前の機動力が炸裂し、投手陣では39歳のアーリー・ウィンが22勝を挙げる活躍でサイ・ヤング賞を獲得するなど、投打がかみ合ったシーズンとなった。最終的に94勝60敗で40年ぶりのリーグ優勝を果たし、ワールドシリーズでは、惜しくもロサンゼルス・ドジャースに破れたものの、この年のホワイトソックスの躍進は「ゴーゴー・ソックス(Go-Go Sox)」と呼ばれ、ホワイトソックスファンを熱狂させた。

### 人気低迷
その後、上位争いは続けるものの、リーグ優勝にはなかなか届かなかった。1964年にはヤンキース、ボルチモア・オリオールズと激しい首位争いを演じたが、1ゲーム差でヤンキースに振り切られた。また、1967年にも4球団による優勝争いに敗れている。この頃には観客減の打開策として、1968年にはミルウォーキーのミルウォーキー・カウンティ・スタジアムで9試合を行うこととなり、年間観客数の3分の1にあたる26万4千人を集めている。アメリカンリーグ西地区所属となった翌1969年にも11試合を行い、20万人を動員した。後にこれに目をつけたバド・セリグがシアトル・パイロッツを買収し、ミルウォーキーに移転、現在のミルウォーキー・ブルワーズを創設している。1975年にはホワイトソックス自身もシアトルへの移転が計画されたが、ビル・ベックがチームを買収し、これは取りやめとなった。ベックは1959年にも1度チームを買収し、3年間オーナーを務めていた経緯があり、様々な手法で観客を呼び戻そうとした。1976年から1980年にかけて、チームは大きな襟の付いたユニフォームを着用し、7月～8月には『半ズボン』でプレーしたこともあったが、これは選手から不評で長続きしなかった。1979年のシーズン途中からトニー・ラルーサが監督に就任。1981年にはレッドソックスからカールトン・フィスクを獲得し、ラマー・ホイトやハロルド・ベインズといった若手選手も台頭したことで、1983年には初の地区優勝を飾った。しかし、リーグ優勝決定シリーズではオリオールズに敗れ、リーグ優勝はならなかった。その後、チームは再び低迷し、1990年まで勝率5割を切るシーズンが続いた。

### ビッグハートの登場
1990年、「ビッグハート」こと、フランク・トーマスがメジャーデビューし、チームも前年の最下位から2位に浮上する。
1991年には、新しいコミスキー・パーク（現:ギャランティード・レート・フィールド）が開場。
1993年には、トーマスが打率.317・41本塁打・128打点という成績でMVPを獲得し、ジャック・マクダウエルが22勝でサイ・ヤング賞を獲得した。この2人の活躍により、2度目の地区優勝を果たしたが、リーグ優勝決定シリーズではトロント・ブルージェイズに2勝4敗で敗れた。
1994年には、新たに創設されたアメリカンリーグ中地区に移動となり、地区首位でシーズンを終えたが、1994年から1995年のMLBストライキによってリーグ優勝決定シリーズは開催されなかったため、ワールドシリーズ制覇はならなかった。
1997年にはアルバート・ベルを獲得し、トーマスとベルによる剛腕コンビを形成した。2年間で143本塁打・502打点を記録し、他球団から非常に恐れられたが、結局2シーズン限りでコンビは解消となった。
1999年には、不振のトーマスに代わって、シンシナティ・レッズから移籍したポール・コネルコや生え抜きのマグリオ・オルドニェス、カルロス・リーといった若手が台頭。しかし、この年はクリーブランド・インディアンスが地区首位を独走し、2位ながら勝率5割を切り、インディアンスに21.5ゲーム差の大差をつけられることとなった。
2000年にはトーマスが復活し、打率.328・43本塁打・143打点でシルバースラッガー賞とカムバック賞を受賞。トーマスやオルドニェスらの活躍もあり、3度目の地区優勝を果たした。しかし、リーグ優勝決定シリーズではシアトル・マリナーズに3連敗を喫した。その後、2002年から2004年までミネソタ・ツインズに優勝を阻まれ、3年連続で2位に甘んじた。2003年にはエステバン・ロアイザがブレイクし、防御率2.90・21勝9敗・207奪三振で最多奪三振のタイトルを獲得した。2004年シーズン途中には、そのロアイザとヤンキースのホセ・コントレラスをトレード。また、ヤクルトスワローズから高津臣吾が移籍し、抑え投手として活躍している。

### 88年ぶりの栄冠

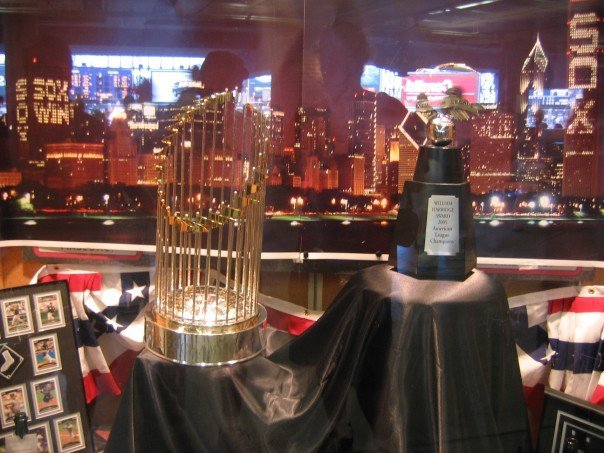
ワールドチャンピオンのトロフィー

2005年は前年から監督に就任したオジー・ギーエンの下、ジャーメイン・ダイ、井口資仁、スコット・ポドセドニックといった新加入の選手がキーマンとなり、これまでの一発に頼った野球ではなく、「スモールベースボール」を標榜としたつなぎの野球を目指すこととなった。これにより本塁打数や得点は前年を下回ったものの、機動力、守備力は飛躍的に向上した。投手陣ではジョン・ガーランド、マーク・バーリーが左右のエースとしてそれぞれ18勝、16勝をあげる活躍をみせ、コントレラスも15勝と期待に応えた。チーム防御率もUSセルラー・フィールドに本拠地を移して以来、初めて3点台に乗せた。シーズンでは開幕から首位を独走、シーズン終盤でインディアンスの追い上げを受けたものの、1度も首位を明け渡すことなく、4度目の地区優勝を果たした。ディビジョンシリーズでは前年ワールドシリーズ優勝チームであるレッドソックスに3連勝。続くリーグ優勝決定シリーズではロサンゼルス・エンゼルス・オブ・アナハイムを4勝1敗で下し、6度目のリーグ優勝を果たした。そして、46年ぶりにワールドシリーズに出場すると、ヒューストン・アストロズ（2012年まではナショナルリーグ所属）を4連勝で下し、1917年以来88年ぶり、悲願のワールドシリーズ優勝を成し遂げた。これによってレッドソックスのバンビーノの呪い（86年ぶりの優勝）、ホワイトソックスのブラックソックスの呪いと、2年続けて長年のメジャーのジンクスが解けることとなった（残ったのはシカゴ・カブスのビリー・ゴートの呪いだったが、この呪いも2016年のリーグ制覇により解かれた）。

### 低迷と再建期
2005年オフには、長年チームを支えたトーマスがチームを去り、代わりにフィリーズからジム・トーミを獲得する。2年連続のワールドシリーズ制覇が期待されたが、打撃陣はその期待に応え、ダイが44本、トーミが42本、ポール・コネルコが35本、ジョー・クリーディが30本を放つなど、リーグ最多となる236本の本塁打を記録した。ダイとクリーディがシルバースラッガー賞、トーミはカムバック賞を獲得している。彼らの活躍によって、シーズンを通して首位争いを続けていたが、終盤になって失速。ツインズに優勝を奪われ、地区3位でシーズンを終えた。
2007年は、主力選手の故障や不調が重なり、シーズンを通して最下位争いを演じることとなった。投手陣は4月18日にマーク・バーリーが四球ひとつだけという準完全試合でのノーヒットノーランを成し遂げ、7月12日から8月12日にかけて、ボビー・ジェンクスがMLBタイ記録となる41人連続アウトを成し遂げるなど、好材料が多かった。しかし、打撃陣の不調は深刻で、チーム本塁打こそリーグ2位の190本だったが、チーム打率はリーグ最低の.246を記録した。結局、首位インディアンスとは24ゲーム差の地区4位に終わり、72勝90敗で8年ぶりに勝率5割を切った。
2008年は、オーランド・カブレラ、カルロス・クエンティン、キューバから亡命したアレクセイ・ラミレスらを獲得し、打線に厚みが増した。特にクエンティンはその才能が開花した形となり、36本塁打・100打点を記録。ダイ、トーミらの強打者も健在で、両リーグ最多となるチーム235本塁打を記録した。また、投手陣もガビン・フロイド、ジョン・ダンクスの若手2選手を中心に安定した成績を残した。シーズン途中にはケン・グリフィー・ジュニアが電撃移籍、サミー・ソーサと並ぶ歴代6位タイの通算609本塁打を放った。シーズンでは最終的にツインズと同率首位となり、ワンゲームプレーオフを実施。ダンクスが8回無失点の好投をみせると、トーミが決勝点となるソロ本塁打を放ってこれを下し、3年ぶりの地区優勝を決めた。しかし、ディビジョンシリーズでは、前年地区最下位から初の地区優勝を果たし、勢いに乗るタンパベイ・レイズに1勝3敗で敗れ去った。

### 2010年代
2010年のMLBドラフトにて1巡目でクリス・セールを指名。セールは8月6日にはメジャーデビューを果たした。
2013年のMLBドラフトにて1巡目でティム・アンダーソンを指名した。オフの10月29日にキューバから亡命したホセ・アブレイユを獲得した。
2014年3月31日の開幕戦でアブレイユがメジャーデビューを果たした。MLBドラフトにて1巡目でカルロス・ロドンを指名した。この年アブレイユは活躍し、新人王を受賞した。
2015年4月21日にロドンがメジャーデビューを果たした。
2016年6月10日にアンダーソンがメジャーデビューを果たした。オフの10月には新監督としてリック・レンテリアが就任した。12月6日にセールとのトレードでレッドソックスからヨアン・モンカダを獲得した。12月8日にはアダム・イートンとのトレードでナショナルズからルーカス・ジオリト、レイナルド・ロペス、デーン・ダニングを獲得した。
2017年5月27日にキューバから亡命したルイス・ロベルトを獲得した。
2019年は開幕戦の3月28日にプロスペクトだったエロイ・ヒメネスがメジャーデビューを果たした。最終的にアブレイユが本塁打王、アンダーソンが首位打者を獲得した。オフの11月21日にブルワーズからFAとなっていたヤズマニ・グランダルを獲得した。12月30日にブレーブスからFAとなっていたダラス・カイケルを獲得した。

### 2020年代
2020年はCOVID-19の影響で60試合の短縮シーズンとなった。最終的に2006年のワールドシリーズ優勝以来となるプレーオフ進出を決めた。オフにロベルトがゴールドグラブ賞、ヒメネスがシルバースラッガー賞を受賞した。また、監督のレンテリアが辞任した。10月29日に殿堂入り監督であるトニー・ラルーサが監督に就任した。10シーズンぶりの現場復帰だった。12月8日にはダニングとのトレードでレンジャーズからランス・リンを獲得した。12月22日にはキューバから亡命したヨエルキ・セスペデスと獲得した。
2021年はシーズン開幕前にアスレチックスからFAとなっていたリアム・ヘンドリックスを獲得した。4月はメルセデスが8打席連続安打を記録するなど活躍し、4月のルーキー・オブ・ザ・マンスを受賞した。5月18日のツインズ戦にて、15-4と大量リードで迎えた9回表に本来は野手のウィリアンス・アストゥディーヨからメルセデスが3-0カウントで本塁打を記録したことが不文律に反しているという時代錯誤な考えにより監督のラルーサがメルセデスを批判し、各方面から批判された。7月のMLBオースルターゲームにはリン、ロドン、ヘンドリックス、アンダーソンが選出された。後半戦では7月21日に不文律に反したと批判され絶不調に陥りマイナーに降格していたメルセデスが自身のInstagramにて現役引退を表明したが、翌日に撤回するといった騒動が起きた。8月12日にヤンキースとMLBアット・フィールド・オブ・ドリームスを初開催し、映画『フィールド・オブ・ドリームス』で使用されたダイアーズビルの野球場でMLB史上初めてアイオワ州でMLB公式戦が開催された。アイオワでのMLB公式戦初本塁打はホワイトソックスのアブレイユが記録し、試合としてもアンダーソンのサヨナラ本塁打でホワイトソックスが勝利した。9月2日にチームからアブレイユが8月のプレイヤー・オブ・ザ・マンスを受賞した。9月23日のインディアンス戦で2008年以来13年ぶりの地区優勝を果たした。しかし地区シリーズではアストロズに1勝3敗で敗れた。
2022年はディラン・シースが6月、7月と連続でピッチャー・オブ・ザ・マンスに選出されるなどの活躍があったが、全日程を81勝81敗とし、地区2位でワイルドカードにも入れずシーズン終了。トニー・ラルーサ監督は78歳と高齢で体力の限界もささやかれ、8月1日のロイヤルズ戦では、地元放送局「NBCスポーツ・シカゴ」のカメラに、試合中にベンチに座りながら居眠りする姿が映し出され騒動になった。開幕前の2月に装着したペースメーカーの故障により手術を行う理由で8月30日を最後にチームを離れたが復帰することはなく、10月3日に健康問題を理由に、退任が正式に発表された。11月1日に今季ロイヤルズでベンチコーチを務めたペドロ・グリフォルが監督に3年契約で就任。
2023年は4月5日にエルビス・アンドラスが史上290人目の通算2000安打の達成があったが、ティム・アンダーソン、アンドリュー・ベニンテンディ、エロイ・ヒメネスら打撃陣が軒並み不調で覚醒の兆しを見せたルイス・ロベルト・ジュニアが孤軍奮闘していた状況下にあり、さらに投手陣ではエースのディラン・シースが不調に陥り、チーム防御率も4.88というア・リーグの中で下から3番目といった成績をたたき出した。また、球団はチーム再建の為にこの年のトレードデッドラインに併せてランス・リン、ジョー・ケリーをドジャースへ、ルーカス・ジオリトをエンゼルスへ、キーナン・ミドルトンをヤンキースへそれぞれトレードで放出。トレードデッドライン後も球団成績は不振が続いたため、球団は同年8月22日に取締役副社長のケン・ウィリアムズと上級副社長兼GMのリック・ハーンを解任。後継となるGMはロイヤルズやブルージェイズでユーティリティープレイヤーとして活躍し、ホワイトソックスGM補佐を勤めていたクリス・ゲッツが就任。最終的なチーム成績は61勝101敗で中地区4位に終わる。2023年シーズン終了後、打撃陣ではティム・アンダーソン、ヤズマニ・グランダル、エルビス・アンドラス、トレイス・トンプソン、投手陣では先発のホセ・ウレーニャ、救援のリアム・ヘンドリックスらがFAで退団した。また、投手陣で救援の一人であるアーロン・バマーはブレーブスにトレードで移籍した。

2024年の開幕前にはディラン・シースをパドレスへトレードで放出。さらに開幕7試合目に昨年ブレイクしたルイス・ロベルト・ジュニアが右股関節痛のため一時離脱。5月24日から6月6日に球団ワースト記録となる14連敗、6月7日に勝利で連敗を止めるも、さらには7月13日から7月29日にかけては球団ワースト記録を更新する15連敗を喫し、最終的に8月5日にア・リーグ記録に並ぶ21連敗まで更新した。2024年のトレードデッドラインに併せてマイケル・コペックをドジャースへ、エリック・フェッド、トミー・ファムをカージナルスへそれぞれトレードで放出。
また、大型連敗中でありオールスター空けのチームミーティング時に監督のペドロ・グリフォルが「球界最悪のチームかもしれない。もし、（歴代）最低勝率で（シーズンが終了して）最低のチームになれば、お前らはその一員として覚えられる。お前たち選手が、球界最低のチームにした責任を負うんだ」と発言したことから、「連敗の責任を選手たちに擦り付けている」とチーム内外から批判が殺到。これを受け球団は8月7日にペドロ・グリフォルの解任を発表、残りのシーズンはコーチのグレイディ・サイズモアが暫定的に指揮を執ることになる。また、グリフォルの監督解任に併せて、ベンチコーチのチャーリー・モントーヨ、三塁ベースコーチのエディ・ロドリゲス、打撃コーチ補佐のマイク・トーサーも解任されることが発表された。9月1日にメッツ戦に敗れ今季107敗目を喫し、球団ワースト記録となった。9月27日には年間121敗目を喫し、1962年のニューヨーク・メッツの年間120敗（40勝、勝率.250）という近代メジャーリーグ（20世紀以降）の最多敗戦記録を更新した。なお、レギュラーシーズン最終6試合を5勝1敗で乗り切ったことで、最終成績は41勝121敗、勝率.253となり、20世紀以降では年間ワースト3位の勝率で終えている。

## 選手名鑑

### アメリカ野球殿堂表彰者
- ディック・アレン (Dick Allen)
- ロベルト・アロマー (Roberto Alomar)
- ルイス・アパリシオ (Luis Aparicio)
- ルーク・アップリング (Luke Appling)
- ハロルド・ベインズ (Harold Baines)
- チーフ・ベンダー (Chief Bender)
- スティーブ・カールトン (Steve Carlton)
- エディ・コリンズ (Eddie Collins)
- ジョージ・デービス (George Davis)
- ラリー・ドビー (Larry Doby)
- ジョニー・エバース (Johnny Evers)
- レッド・フェイバー (Red Faber)
- カールトン・フィスク (Carlton Fisk)
- ネリー・フォックス (Nellie Fox)
- リッチ・ゴセージ (Rich Gossage)
- クラーク・グリフィス (Clark Griffith)

- ハリー・フーパー (Harry Hooper)
- ジム・カート (Jim Kaat)
- ジョージ・ケル (George Kell)
- テッド・ライオンズ (Ted Lyons)
- ミニー・ミノーソ (Minnie Miñoso)
- ティム・レインズ (Tim Raines)
- エド・ローシュ (Edd Roush)
- レッド・ラフィング (Red Ruffing)
- レイ・シャーク (Ray Schalk)
- トム・シーバー (Tom Seaver)
- アル・シモンズ (Al Simmons)
- フランク・トーマス (Frank Thomas)
- ジム・トーミ (Jim Thome)
- エド・ウォルシュ (Ed Walsh)
- ホイト・ウィルヘルム (Hoyt Wilhelm)
- アーリー・ウィン (Early Wynn)

### 永久欠番
| 番号 | 選手                                     | ポジション               | 備考                 |
| ---- | ---------------------------------------- | ------------------------ | -------------------- |
| 2    | ネリー・フォックス (Nellie Fox)          | 二塁手                   | 1976年指定           |
| 3    | ハロルド・ベインズ (Harold Baines)       | 外野手、指名打者、コーチ | 1989年指定           |
| 4    | ルーク・アップリング (Luke Appling)      | 遊撃手、コーチ           | 1975年指定           |
| 9    | ミニー・ミノーソ (Minnie Miñoso)         | 外野手、コーチ           | 1983年指定           |
| 11   | ルイス・アパリシオ (Luis Aparicio)       | 遊撃手                   | 1984年指定           |
| 14   | ポール・コネルコ (Paul Konerko)          | 一塁手                   | 2015年指定           |
| 16   | テッド・ライオンズ (Ted Lyons)           | 投手、監督               | 1987年指定           |
| 19   | ビリー・ピアース (Billy Pierce)          | 投手                     | 1987年指定           |
| 35   | フランク・トーマス (Frank Thomas)        | 一塁手、指名打者         | 2010年指定           |
| 42   | ジャッキー・ロビンソン (Jackie Robinson) | 二塁手                   | 全球団共通の永久欠番 |
| 56   | マーク・バーリー (Mark Buehrle)          | 投手                     | 2017年指定           |
| 72   | カールトン・フィスク (Carlton Fisk)      | 捕手                     | 1997年指定           |

意図的に使用されていない番号
- 6 - チャーリー・ラウ
- 13 - オジー・ギーエン

### 歴代所属日本人選手
- 10 高津臣吾 (2004 - 2005)
- 15 井口資仁 (2005 - 2007)
- 1 福留孝介 (2012)

## 傘下マイナーチーム
| クラス | チーム                                                                            | 参加リーグ                                            | 提携   | 本拠地                                                        |
| ------ | --------------------------------------------------------------------------------- | ----------------------------------------------------- | ------ | ------------------------------------------------------------- |
| AAA    | シャーロット・ナイツ Charlotte Knights                                            | インターナショナルリーグ International League         | 1999年 | ノースカロライナ州シャーロット BB&Tボールパーク               |
| AA     | バーミングハム・バロンズ Birmingham Barons                                        | サザンリーグ Southern League                          | 1986年 | アラバマ州フーバー レジオンス・パーク                         |
| High-A | ウィンストン＝セイラム・ダッシュ Winston-Salem Dash                               | サウス・アトランティックリーグ South Atlantic League  | 1997年 | ノースカロライナ州ウィンストン・セーラム BB&Tボールパーク     |
| Low-A  | カナポリス・キャノンボーラーズ Kannapolis Cannon Ballers                          | カロライナリーグ Carolina League                      | 2001年 | ノースカロライナ州カナポリス アトリウム・ヘルス・ボールパーク |
| Rookie | アリゾナ・コンプレックスリーグ・ホワイトソックス Arizona Complex League White Sox | アリゾナ・コンプレックスリーグ Arizona Complex League | 2014年 | アリゾナ州グレンデール キャメルバック・ランチ                 |
| Rookie | ドミニカン・サマーリーグ・ホワイトソックス Dominican Summer League White Sox      | ドミニカン・サマーリーグ Dominican Summer League      | 1989年 | ドミニカ共和国 シウダー・デ・ベイスボル                       |